# La Venue de l'avenir
Pour plus de détails, voir Fiche technique et Distribution.
La Venue de l’avenir est un film français co-écrit et réalisé par Cédric Klapisch, sorti en 2025. 
Comédie dramatique à mi-chemin entre chronique familiale et voyage temporel, le film est présenté « hors compétition » au Festival de Cannes 2025.

## Synopsis
En 2025, plusieurs membres d'une même famille héritent d'une vieille masure abandonnée en Normandie. Quatre cousins éloignés, Seb, Guy, Céline et Abdelkrim, vont alors s'intéresser à une certaine Adèle qui est passée dans cette maison à la fin du XIXe siècle. Par l'intermédiaire de rêves, de drogue (ayahuasca), ils se connectent à la mémoire de leur aïeule et vont reconstituer son histoire avec l'aide des lettres et des photos qu'elle a laissées.

## Fiche technique
- Titre original : La Venue de l’avenir[3]
- Réalisation : Cédric Klapisch
- Scénario : Cédric Klapisch et Santiago Amigorena
- Musique : Rob
- Photographie : Alexis Kavyrchine
- Montage : Anne-Sophie Bion
- Décors : Marie Cheminal
- Costumes : Pierre-Yves Gayraud
- Production : Cédric Klapisch, Bruno Lévy
- Sociétés de production : Ce qui me meut, en association avec 9 SOFICA
- Budget : 15,6 millions d'euros
- Pays de production :  France
- Langue originale : français
- Format : couleurs
- Genre : comédie dramatique
- Durée : 126 minutes
- Dates de sortie : 
  - France : 22 mai 2025 (Festival de Cannes et sortie nationale)[4],[5]

## Distribution
- Suzanne Lindon : Adèle
- Abraham Wapler : Seb / Claude Monet en 1874
- Vincent Macaigne : Guy
- Julia Piaton : Céline
- Zinedine Soualem : Abdelkrim
- Paul Kircher : Anatole
- Vassili Schneider : Lucien
- Sara Giraudeau : Odette
- Cécile de France : Calixte de La Ferrière
- Pomme : Fleur
- Fred Testot : Félix Nadar
- Vincent Perez : Oncle Théophraste
- François Berléand : Victor Hugo
- Philippine Leroy-Beaulieu : Sarah Bernhardt
- Olivier Gourmet : Claude Monet en 1895
- Alice Grenier-Nebout : Berthe Morisot
- Raïka Hazanavicius : Rose
- François Chattot : Marcel, le grand-père de Seb
- Aurore Broutin : Mme Michard
- Stéphane Foenkinos : Louis Leroy
- Jean-Marc Roulot : le maire de Saint-Jouin Bruneval
- Marie-Christine Orry : la généalogiste
- Catherine Salée : Georgette, la tenancière du Rat Mort
- Louise Pascal : la cliente de Nadar
- Virgil Davin : Henri
- Marco Prince : un cousin
- Raphaël Thiéry : le charretier
- Valentin Campagne : Gaspard

## Production
La Venue de l'avenir est produit par Bruno Lévy, partenaire de production de longue date de Klapisch, par l'intermédiaire de leur société Ce Qui Me Meut, et coproduit par StudioCanal, France 2 Cinéma et les sociétés belges Panache Productions et La Compagnie Cinématographique. Le film est préacheté par Canal+ et Ciné+ et reçoit le soutien des régions Normandie et Île-de-France, où le film a été tourné. Alexis Kavyrchine a assuré la direction de la photographie.

### Tournage
Le tournage débute le 15 avril 2024 et doit s'achever le 24 juin 2024. Les lieux de tournage en Normandie comprennent La Vespière-Friardel (Calvados), Mesnils-sur-Iton (Eure) et Étretat (Seine-Maritime). La maison et les jardins de Claude Monet à Giverny ont également servi de lieu de tournage pour le film. L'équipe a également tourné des scènes à bord d'un TER Normandie lors d'un aller-retour entre la gare Saint-Lazare à Paris et la gare du Havre. Le tournage a également eu lieu dans le Val-d'Oise, près de La Roche-Guyon, ainsi qu'à Theuville,.

## Distinctions

### Sélections
- Festival de Cannes 2025 : sélection officielle, hors compétition
- Festival du film de Munich 2025 : Spotlight
- Festival international du film de la mer Égée (Patmos, Grèce) : long métrage de fiction

## Accueil

### Accueil en France
Jérôme Vermelin de TF1 se veut extrêmement élogieux sur le film suite à sa projection à Cannes : « La Venue de l’avenir est l’un de ses films les plus ambitieux…et l’un des meilleurs qu’on ait vu cette année sur la Croisette ».
Moins enthousiaste dans Libération, Didier Péron qualifie le film de « prévisible sur toute la lignée » en ajoutant : « Le projet intrigue au début puis la naïveté ou l’invraisemblance des situations s’accumulant, on se dit qu’il va toujours droit vers la facilité ».
Pour Sophie Joubert de L'Humanité, la critique se veut plus nuancée : « Une brochette d’excellents comédiens [...]. Un scénario tiré par les cheveux d’où surnagent quelques scènes plaisantes ».
Sur les réseaux sociaux, la présence de nombreux « nepo baby » (en l'espèce des enfants d'acteurs et d'actrices célèbres : Suzanne Lindon, Abraham Wapler, Julia Piaton, Paul Kircher, Sara Giraudeau, Raïka Hazanavicius et dans une moindre mesure Vassili Schneider de la fratrie Schneider) parmi la distribution soulève des interrogations. Le réalisateur assure qu'il s'agit là du hasard et assume ses choix de casting’.

### Box-office
| Pays ou région | Box-office      | Date d'arrêt du box-office | Nombre de semaines |
| -------------- | --------------- | -------------------------- | ------------------ |
| France         | 864 937 entrées | en cours                   | 11                 |
| Total mondial  |                 | -                          | -                  |